# スケラッコ
スケラッコは、 日本の漫画家。愛知県名古屋市出身、京都在住。多摩美術大学グラフィックデザイン学科卒業。

## 経歴
多摩美術大学グラフィックデザイン学科卒業後京都の会社に就職、デザイナーとして勤務。
2013年、『大きい犬』（トーチweb）（リイド社）でデビュー。

## 作品
- 盆の国
- ぴえとりくん
- にぬき・ビール・デマエ
- 大きい犬
- 平太郎に怖いものはない
- はなまる麺づくし、懐かしい味（『いただきます幸せごはん』に連載）
- しょうゆさしのフェイバリ飯
- しょうゆさしのなんとなクッキング
- いっせ〜の伊勢うどん（『趣味の製麺第8号』に連載）
- 天ぷら中華を追え（『趣味の製麺作ろう10分ラーメン』に連載）
- 602号、木の見える部屋（『ROOMlE UR』に連載）
- バー・オクトパス（『まんがライフオリジナル』に連載）
- グットモヌーンラジオ（『ROOMIE』に連載）
- ボンカレー食べよう（『大塚製薬 ボンカレー公式Twitter』に連載）
- あたらしいくらし（ROOMlE URに連載）
- みゃーこ湯のトタンくん（『みんなのミシマガジン』に連載）[1]
- 今日はおうちでアウトドア（『LOGOS』 冬ロゴスに連載）
- ここは鴨川ゲーム製作所（『まんがライフオリジナル』に連載）
- ゆう、えびすに行ってみる
- 1ヶ月取り寄せ生活（『dancyu』12月号「おいしい取り寄せ」に連載）
- しょうゆさしのうそまじり日記（『USO3』「rnpress」に連載）
- にことなり（『Hanako』に連載）
- わたしうりひめよ（『Hanako Web』に連載）
- うどんねこ（『x うどんねこ公式アカウント』に連載）
- しょうゆさしの食いしん本 おかわり（『まんがライフオリジナル』に連載　2024年4月11日号-）

## 書籍一覧
- 『盆の国』リイド社、2016年7月11日、ISBN 978-4-8458-4427-2
- 『磯辺チクワちゃんのお話』自費出版
- 『大きい犬』リイド社、2017年8月3日、ISBN 978-4-8458-5124-9
- 『平太郎に怖いものはない前編』リイド社、2018年3月16日、ISBN 978-4-8458-5181-2
  - 『平太郎に怖いものはない後編』リイド社、2019年5月15日
- 『しょうゆさしの食いしん本』芳文社、2018年3月16日、ISBN 978-4-8 32-23602-8
  - 『しょうゆさしの食いしん本スペシャル』リイド社 2020年4月24日
- 『602号、木の見える部屋』自費出版
- 『マツオとまいにちおまつりの町』[注 1]亜紀書房 2019年9月19日
- 『バーオクトパス』竹書房、2020年8月27日
- 『みゃーこ湯のトタンくん』ミシマ社、2021年12月10日
- 『にぬき・ビール・デマエ おまちどう!』[注 2]自費出版、2021年3月4日　
  - 『にぬき・ビール・デマエ またきたよ！』2021年3月4日
- 『ここは鴨川ゲーム製作所』竹書房、2022年10月17日
  - 『ここは鴨川ゲーム製作所2』竹書房、2024年2月17日
- 『うどんねこ』ポプラ社、2023年12月6日
  - 『うどんねこ つるむちっ！ コシのひみつ』ポプラ社、2024年8月7日
  - 『うどんねこ　チーム・ピザねこ、はいチーズ！』ポプラ社　2025年4月16日
- 『しょうゆさしの食いしん本おかわり1』竹書房、2025年3月17日

## 挿絵・イラスト・装画
- puntoeLINEスタンプ
- 漢方と薬膳基礎知識
- 味見したい本 著者木村衣有子ちくま文庫2018年12月11日
- 関西弁で読む遠野物語 著者柳田国男、訳畑中章宏 エクスナレッジ四六版 2020年4月1日
- 育ちすぎたタケノコでメンマを作ってみた。実はよく知らない植物を育てる・採る・食べる 著者玉置標本 家の光協会New版　2020年4月15日
- バンチョ高校クイズ研 著者蓮見恭子集英社文庫 2020年6月19日
- おくる福島民報 2020年8月21日
- 河出文庫ベスト・オブ・ベスト2020 2020年11月3日
- URエコバッグ
- れんこんちゃんのさがしもの　著者戸森しるこ 福音館書店 2021年6月4日
- 注文の多い料理店 著者宮沢賢治ポプラ社 2021年6月16日
- スーパチャイナS 2021年7月1日
- カードゲームこまった課
- ハイキング 看板
- 月刊たくさんのふしぎ せかいの納豆をめぐる探検 福音館書店 2021年12月20日
- すごいゴミのはなし ゴミ清掃員、10年間やってみた。 著者滝沢秀一 学研プラス 2022年6月30日
- 有松絞まつり 2021年5月21日
- いつものお酒を100倍楽しくする事典 著者真野遥、監修敷岡孝幸）2021年12月18日西東社
- 丸善へんちなんまへーん
- 闇で味わう日本文学失われた闇と月を求めて　著者中野純 笠間書店 2022年5月10日
- 台南くいしんぼ旅 文ねこざ 自費出版
- イランくいしんぼ旅 文ねこざ 自費出版
- ベトナム中部くいしんぼ旅 文ねこざ 自費出版
- ラオスの古都 ルアンパバーンくいしんぼ旅 文ねこざ 自費出版
- 発酵ツーリズムほくりく 著者小倉ヒラク fuプロダクション
- 23時のおつまみ研究所 著者小田真規子 ポプラ社 2023年6月14日
- オッス！食国 著者小倉ヒラクKADOKAWA 2023年7月19日
- 時間をやくパン屋さん 著者キム・ジュヒョン、訳吉原育子 金の星社2023年8月1日
- 月刊たくさんのふしぎ 2024年1月号 食べる文藤原辰史 福音館書店 2023年12月1日
- タイ・チェンマイくいしんぼ旅 文ねこざ 自費出版
- 午前7時の朝ごはん研究所 2024年5月13日 著者小田真規子 ポプラ社
- 昼12時のお弁当研究所　2025年5月28日　著者小田真規子 ポプラ社